# Бринцио
Бринцио (итал. Brinzio) — коммуна в Италии, располагается в провинции Варесе области Ломбардия.
Население составляет 840 человек (2008 г.), плотность населения составляет 134 чел./км². Занимает площадь 6 км². Почтовый индекс — 21030. Телефонный код — 0332.
Покровителями коммуны почитаются святые апостолы Пётр и Павел, празднование 29 июня.

## Демография
Динамика населения:

## Города-побратимы
- Шо, Франция (2013)

## Администрация коммуны
- Официальный сайт: http://www.comune.brinzio.va.it